# Valdahon
Valdahon – miejscowość i gmina we Francji, w regionie Burgundia-Franche-Comté, w departamencie Doubs.
Według danych na rok 1990 gminę zamieszkiwały 3534 osoby, a gęstość zaludnienia wynosiła 139 osób/km² (wśród 1786 gmin Franche-Comté Valdahon plasuje się na 43. miejscu pod względem liczby ludności, natomiast pod względem powierzchni na miejscu 58.).